# L'Étang-Bertrand
L'Étang-Bertrand és un municipi francès situat al departament de la Manche i a la regió de Normandia. L'any 2007 tenia 315 habitants.

## Demografia

### Població
El 2007 la població de fet de L'Étang-Bertrand era de 315 persones. Hi havia 104 famílies de les quals 18 eren unipersonals (14 homes vivint sols i 4 dones vivint soles), 32 parelles sense fills, 50 parelles amb fills i 4 famílies monoparentals amb fills.
La població ha evolucionat segons el següent gràfic:
Habitants censats

### Habitatges
El 2007 hi havia 133 habitatges, 111 eren l'habitatge principal de la família, 13 eren segones residències i 8 estaven desocupats. Tots els 131 habitatges eren cases. Dels 111 habitatges principals, 84 estaven ocupats pels seus propietaris, 24 estaven llogats i ocupats pels llogaters i 4 estaven cedits a títol gratuït; 1 tenia una cambra, 6 en tenien dues, 12 en tenien tres, 30 en tenien quatre i 61 en tenien cinc o més. 80 habitatges disposaven pel capbaix d'una plaça de pàrquing. A 43 habitatges hi havia un automòbil i a 61 n'hi havia dos o més.

### Piràmide de població
La piràmide de població per edats i sexe el 2009 era:
| Homes | Edats   | Dones |
| ----- | ------- | ----- |
| 0     | 95 o +  | 0     |
| 0     | 90 a 94 | 0     |
| 4     | 85 a 89 | 4     |
| 0     | 80 a 84 | 0     |
| 12    | 75 a 79 | 0     |
| 4     | 70 a 74 | 12    |
| 0     | 65 a 69 | 4     |
| 4     | 60 a 64 | 8     |
| 8     | 55 a 59 | 16    |
| 8     | 50 a 54 | 4     |
| 16    | 45 a 49 | 12    |
| 4     | 40 a 44 | 8     |
| 16    | 35 a 39 | 8     |
| 12    | 30 a 34 | 8     |
| 0     | 25 a 29 | 8     |
| 8     | 20 a 24 | 4     |
| 8     | 15 a 19 | 12    |
| 12    | 10 a 14 | 0     |
| 8     | 5 a 9   | 12    |
| 0     | 0 a 4   | 4     |

## Economia
El 2007 la població en edat de treballar era de 196 persones, 145 eren actives i 51 eren inactives. De les 145 persones actives 130 estaven ocupades (76 homes i 54 dones) i 15 estaven aturades (7 homes i 8 dones). De les 51 persones inactives 17 estaven jubilades, 9 estaven estudiant i 25 estaven classificades com a «altres inactius».

### Ingressos
El 2009 a L'Étang-Bertrand hi havia 119 unitats fiscals que integraven 335 persones, la mediana anual d'ingressos fiscals per persona era de 16.007 €.

### Activitats econòmiques
Dels 9 establiments que hi havia el 2007, 3 eren d'empreses de construcció, 1 d'una empresa d'hostatgeria i restauració, 1 d'una empresa de serveis, 1 d'una entitat de l'administració pública i 3 d'empreses classificades com a «altres activitats de serveis».
Els 3 serveis als particulars que hi havia el 2009 eren paletes.
L'any 2000 a L'Étang-Bertrand hi havia 21 explotacions agrícoles que ocupaven un total de 560 hectàrees.

## Equipaments sanitaris i escolars
El 2009 hi havia una escola maternal integrada dins d'un grup escolar amb les comunes properes formant una escola dispersa.

## Poblacions més properes
El següent diagrama mostra les poblacions més properes.